# Päpstliches Bibelinstitut
Das Päpstliche Bibelinstitut in Rom (lateinisch Pontificium Institutum Biblicum, italienisch Pontificio Istituto Biblico, PIB) ist eine vatikanische Hochschule in Rom.
Das Päpstliche Bibelinstitut ist assoziiert mit der Päpstlichen Universität Gregoriana und besitzt das Recht, akademische Grade einschließlich des Doktorates zu verleihen. Ab 19. Mai 2024 firmiert das Bibelinstitut sowie auch das Päpstliche Orientalische Institut offiziell unter dem Dach der Gregoriana-Universität.

## Geschichte
Das Institut wurde 1902 von Papst Leo XIII. geplant, aber erst durch seinen Nachfolger Pius X. gegründet. Pius X. beauftragte durch das Apostolische Schreiben Vinea Electa am 7. Mai 1909 die Ordensgemeinschaft der Jesuiten mit der Organisation und benannte Leopold Fonck zum Gründungsrektor. 1927 wurde eine Nebenstelle in Jerusalem eröffnet. Gemäß der Apostolischen Konstitution Deus scientiarum Dominus über die kirchlichen Universitäten und Fakultäten vom 24. Mai 1931 wurden 1934 Statuten für das Institut erlassen.

## Fakultäten
- Biblische Exegese
- Orientalistik

## Rektoren
- Leopold Fonck (1865–1930), Professor für Exegese des Neuen Testaments, Gründungsrektor von 1909 bis 1918
- Andrés Fernández, Rektor von 1918 bis 1924
- John J. O’Rourke (1875–1958), Rektor von 1924 bis 1930
- Augustin Bea (1881–1968), Professor für biblische Theologie, Rektor von 1930 bis 1949, Kardinal
- Ernst Vogt (1903–1984), Rektor von 1949 bis 1963
- Roderick Andrew Francis MacKenzie (1911–1994), Professor, Rektor von 1963 bis 1969
- Carlo Maria Martini (1927–2012), Rektor von 1969 bis 1978, em. Erzbischof von Mailand, Kardinal
- Albert Vanhoye (1923–2021), Professor von 1963 bis 1993, Rektor von 1984 bis 1990, Kardinal
- Klemens Stock (* 1934), Professor, Rektor von 1990 bis 1996
- Robert F. O’Toole (* 1936), Professor, Rektor von 1996 von 2002
- Stephen Pisano (1946–2019), Rektor von 2002 bis 2008
- José-Maria Abrego de Lacy (* 1945), Rektor von 2008 bis 2014
- Michael Francis Kolarcik (* 1950), Rektor von 2014 bis 2023
- Peter Dubovský (* 1965), Rektor seit 2023.

## Bekannte Alumni (nach Geburtsjahr)
- Franz Zorell (1863–1947), Professor für Armenisch und Georgisch von 1928 bis 1945
- Nicolaus Schneider (1884–1953), Assyriologe
- Dominik Kaindl OCist (1891–1973), Generalvikar, Professor für Altes Testament und Patrologie an der Theologischen Hochschule in Heiligenkreuz
- Joseph Freundorfer (1894–1963), Bischof von Augsburg
- Johannes Pohl (1904–1960), Judaist und Bibliothekar, Angehöriger des ERR (Einsatzstab Reichsleiter Rosenberg)
- Peter Nober SJ (1912–1980), Bibliothekar und Bibliograf
- Elie Borowski (1913–2003), Kunsthändler
- Pierre Mamie (1920–2008), Bischof von Lausanne-Genf-Freiburg
- Elmar Maria Kredel (1922–2008), Erzbischof von Bamberg
- Josef Schreiner (1922–2002), Professor für Alttestamentliche Exegese in Münster und Würzburg
- Albert Vanhoye SJ (1923–2021), Professor für Neutestamentliche Exegese und Kardinal
- Marco Cé (1925–2014), Patriarch von Venedig
- Prosper Grech (1925–2019), Theologe und Kardinal
- Adrianus Johannes Simonis (1931–2020), Erzbischof von Utrecht und Kardinal
- Frantz Colimon, (1934–2022), Bischof von Port-de-Paix
- Benigno Luigi Papa (1935–2023), Erzbischof von Tarent
- Barbara Aland (1937–2024), Professorin für Kirchengeschichte und neutestamentliche Textforschung an der Westfälischen Wilhelms-Universität in Münster
- Wilhelm Egger OFMCap (1940–2008), Bischof von Bozen-Brixen
- Georg Braulik OSB (* 1941), Professor für Alttestamentliche Bibelwissenschaft an der Universität Wien
- Bozo Lujic (* 1946), Professor für theologische Laienkultur an der Theologischen Fakultät in Zagreb
- Peter Turkson (* 1948), Kurienkardinal
- Mark Coleridge (* 1948), Erzbischof von Canberra
- Carlos Kardinal Aguiar Retes (* 1950), Erzbischof von Tlalnepantla
- Ambrogio Spreafico (* 1950), Professor am Bibelinstitut, Rektor der Urbaniana, Bischof von Frosinone-Veroli-Ferentino
- Walmor Oliveira de Azevedo (* 1954), Erzbischof von Belo Horizonte
- Giuseppe Veltri (* 1958), Professor für Judaistik und Jüdische Studien in Halle
- Antony John Baptist (* 1965), Bibelwissenschaftler, Direktor des Nationalen Biblischen, Katechetischen und Liturgischen Zentrums (NBCLC)
- José Tolentino Calaça de Mendonça (* 1965), Bibelwissenschaftler, Dichter und Kardinal

## Publikationen
- Die Facoltà biblica gibt seit 1920 die Zeitschrift Biblica heraus.
- Die Facoltà orientalistica gibt seit 1932 die Zeitschrift Orientalia heraus.